# Viktor Alonen
Viktor Alonen, né le 21 mars 1969 à Viljandi en Estonie, est un footballeur international estonien, qui évoluait au poste de milieu défensif. 

## Biographie

### Carrière de joueur
Viktor Alonen dispute quatre matchs en Ligue des champions, et deux matchs en Coupe de l'UEFA.

### Carrière internationale
Viktor Alonen compte 71 sélections avec l'équipe d'Estonie entre 1992 et 2001. 
Il est convoqué pour la première fois par le sélectionneur national Uno Piir pour un match amical contre la Slovénie le 3 juin 1992 (1-1). Il reçoit sa dernière sélection le 6 octobre 2001 contre le Portugal (défaite 5-0).
Il participe aux éliminatoires de la coupe du monde 1994, puis aux éliminatoires de la coupe du monde 1998, et enfin pour finir aux éliminatoires du mondial 2002. Il dispute un total de 13 matchs comptant pour les tours préliminaires des coupes du monde (soit 2 victoires, 2 nuls et 9 défaites).

## Palmarès
- Avec le Flora Tallinn
  - Champion d'Estonie en 1994, 1995, 1997-98 et 1998
  - Vainqueur de la Coupe d'Estonie en 1995 et 1998
  - Vainqueur de la Supercoupe d'Estonie en 1998